# Karen O’Hara
Karen O’Hara (geb. vor 1981) ist eine US-amerikanische Artdirectorin und Szenenbildnerin, die bei der Oscarverleihung 2011 den Oscar für das beste Szenenbild gewann und unter anderem ein weiteres Mal für diesen Oscar nominiert war.

## Leben
Karen O’Hara begann ihre Laufbahn als Artdirectorin und Szenenbildnerin 1981 bei dem Fernsehfilm Liebe ist meine stärkste Waffe (The Marva Collins Story) und arbeitete bis heute an der szenischen Ausstattung von über dreißig Filmen mit.
Bei der Oscarverleihung 1987 war sie zusammen mit Boris Leven für den Oscar für das beste Szenenbild nominiert, und zwar für Die Farbe des Geldes (1986) von Martin Scorsese mit Paul Newman, Tom Cruise und Mary Elizabeth Mastrantonio in den Hauptrollen. Zusammen mit Linda Pearl, Michael Armani und Jan K. Bergstrom war sie dann 1993 für einen Emmy für herausragende Leistung bei der Artdirection in einer Miniserie oder einem Serienspecial nominiert für den von der HBO produzierten Fernsehfilm Der Konzern (1993) von Glenn Jordan mit James Garner, Jonathan Pryce und Peter Riegert.
Für das Szenenbild in dem von Tim Burton inszenierten 3D-Fantasy-Film Alice im Wunderland (2010) mit Mia Wasikowska, Helena Bonham Carter und Johnny Depp gewann sie 2011 zusammen mit Robert Stromberg den Oscar für das beste Szenenbild und war darüber hinaus mit diesem bei den British Academy Film Awards 2011 für den British Academy Film Award (BAFTA Film Award) sowie den Kritikerpreis der Broadcast Film Critics Association nominiert.

## Filmografie (Auswahl)
- 1981: Liebe ist meine stärkste Waffe (The Marva Collins Story)
- 1985: Cusack – Der Schweigsame (Code of Silence)
- 1990: Applejuice (Meet the Applegates)
- 1991: Das Schweigen der Lämmer (The Silence of the Lambs)
- 1993: Philadelphia
- 2000: Cast Away – Verschollen (Cast Away)
- 2002: Spider-Man
- 2004: Der Polarexpress (The Polar Express)
- 2010: Alice im Wunderland (Alice in Wonderland)
- 2011: In Time – Deine Zeit läuft ab (In Time)
- 2014: Urlaubsreif (Blended)
- 2019: Ad Astra – Zu den Sternen (Ad Astra)
- 2020: Spenser Confidential
- 2020: Ma Rainey’s Black Bottom
- 2022: Die Fabelmans (The Fabelmans)

## Auszeichnungen
- 2011: Oscar für das beste Szenenbild